# Верх-Карагужинское сельское поселение
Верх-Карагужинское сельское поселение — упразднённое муниципальное образование (сельское поселение) в Майминском муниципальном районе Республики Алтай. Административный центр — село Верх-Карагуж.

## История
Верх-Карагужинское сельское поселение на территории Майминского района было образовано в результате муниципальной реформы в 2006 году.
Законом Республики Алтай от 31 марта 2015 года № 12-РЗ, муниципальные образования «Верх-Карагужинское сельское поселение» и «Майминское сельское поселение» преобразованы путём их объединения в муниципальное образование «Майминское сельское поселение» с административным центром в селе Майма.

## Население
| 2008 | 2009 | 2010 | 2011 | 2012 | 2013 | 2014 |
| ---- | ---- | ---- | ---- | ---- | ---- | ---- |
| 517  | ↗527 | ↘452 | ↗453 | ↘440 | ↗461 | ↗478 |
| 2015 | 2016 |      |      |      |      |      |
| ↗491 | ↘481 |      |      |      |      |      |

## Административное деление
В состав Верх-Карагужского сельского поселения входит одно село — Верх-Карагуж